# (4988) Chushuho
(4988) Chushuho (1980 VU1) – planetoida z grupy pasa głównego asteroid okrążająca Słońce w ciągu 3,74 lat w średniej odległości 2,41 j.a. Odkryta 6 listopada 1980 roku.